# Quantum Racing
El Quantum Racing es un equipo de vela de los Estados Unidos que compitió en el Circuito Audi MedCup del que se proclamó vencedor de la clase Transpac 52 (TP52) en las ediciones de 2008 y 2011, así como subcampeón en las ediciones de 2009 y 2010. El equipo está liderado por la familia DeVos. Doug DeVos es uno de los tres fundadores de las 52 Super Series, en las que compite actualmente el equipo.
Su andadura comenzó en la edición de 2005 con el nombre de Lexus Quantum.
También ha participado en los campeonatos del mundo de la clase TP52 que se han celebrado desde 2008, ganando las ediciones de 2008, 2010 y 2011.
Su actual yate, número de vela USA52011, es un diseño de Botin Partners construido en los astilleros de Longitud Cero de España. En 2011 cambiaron de patrón, contratando a Ed Baird en sustitución de Terry Hutchsinson.

## Integrantes del equipo
Además del equipo de diseño y del equipo de tierra, los doce tripulates del barco son los siguientes:
| Puesto            | Nombre               |
| ----------------- | -------------------- |
| Caña              | Ed Baird             |
| Táctico           | Adrian Stead         |
| Navegante         | Kevin Hall           |
| Proa              | Greg Gendell         |
| Trimmer de mayor  | James "Skip" Baxter  |
| Trimmer           | Brett Jones          |
| Trimmer           | Grant "Louie" Loretz |
| Piano y Estratega | Tom Burnham          |
| Topo              | Matt Cassidy         |
| Coffees y Burdas  | Ben Durham           |
| Coffees           | Andrew Scott         |
| Coffees           | Joe Spooner          |

## Yate
El equipo utiliza un TP52 propiedad del armador Doug Devos, con las siguientes características:
- Número de vela USA52011
  - Clase: TP52
  - Armador: Doug DeVos
  - Pabellón: Estados Unidos de América
  - Botadura: 2011
  - Diseño: Botin Partners
  - Astillero: Longitud Zero/España
  - Eslora: 15.85 m
  - Calado: 3.35 m
  - Manga: 4.42 m
  - Desplazamiento: 7300 kg
  - Altura del mástil (desde el agua): 23.8m
  - Peso del mástil: 295 kg
  - Peso máximo de la tripulación: 1130 kg
  - Superficie vélica: 93.5 m²
  - Spinnaker: 260 m²
  - Foque: 65 m²

## Patrocinadores
- Patrocinador principal: Velas Quantum.